# Northumberland-Est
Pour les articles homonymes, voir Northumberland.
Northumberland-Est fut une circonscription électorale fédérale de l'Ontario, représentée de 1867 à 1917.
C'est l'Acte de l'Amérique du Nord britannique de 1867 qui divisa le comté de Northumberland en deux districts électoraux, Northumberland-Est et Northumberland-Ouest. Abolie en 1914, elle fut intégrée à la circonscription de Northumberland.

## Géographie
En 1867, la circonscription de Northumberland-Est comprenait:
- Les cantons de Cramahe, Brighton, Murray, Percy et Seymour
- Les villages de Colborne, Brighton, Campbellford et Hastings

## Députés
1. 1867-1874 — Joseph Keeler, L-C
2. 1874-1878 — James Lyons Biggar, PLC-IND
3. 1878-1881 — Joseph Keeler, L-C (2)
4. 1881-1882 — Darius Crouter, PLC-IND
5. 1882-1887 — Edward Cochrane, CON
6. 1887-1887 — Albert Elhanan Mallory, PLC
7. 1887-1907 — Edward Cochrane, CON (2)
8. 1907-1911 — Charles Lewis Owen, CON
9. 1911-1917 — Henry Joseph Walker, CON

- CON = Parti conservateur du Canada (ancien)
- PLC = Parti libéral du Canada